# 八中茶

一款拆开的八中茶

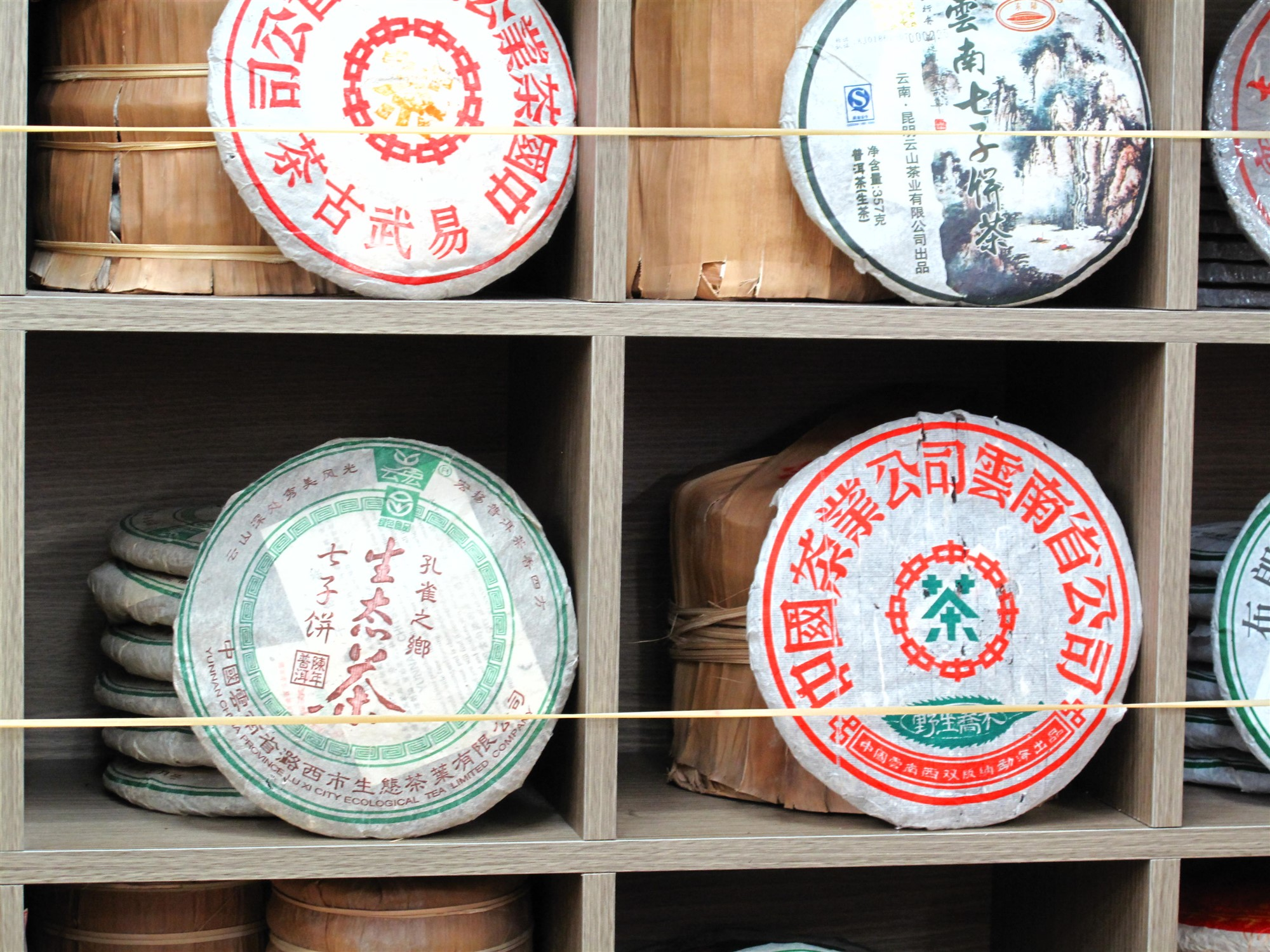
刻有八个“中”字为一环的八中茶

八中茶，是指1950年代中国云南中国茶叶公司负责生产、包装、销售的一类普洱茶。

## 沿革
1951年9月14日，中国茶叶公司注册“中茶牌”商标（注册商号：8071），同年通知全国直属茶叶公司统一使用。商标设计为“外八中红字，内绿茶字”。坊间称“八中茶”，寓意“中国茶叶销往四面八方”。
其印级包装特点为：
- 包装上无中英对照的印刷字板，只有中文字样，销售公司为“中国茶叶公司云南省公司”；
- 内飞采用“单一八中标志”图案，无生产单位的文字提示；
- 印级茶无内票。